# Atal Bihari Vajpayee
Atal Bihari Vajpayee (født 25. december 1924, død 16. august 2018 i New Delhi) var en indisk politiker og tidligere premierminister 1996 samt 1998–2004.

## Liv og gerning
I 1951 deltog han i dannelsen af det hindunationalistiske parti Bharatiya Jana Sangh (Indiske Folkeforbund). I 1957 blev han valgt til medlem af Indiens parlament. I 1977 blev han medlem i nydannede politiske parti Janata Party, et enhedsparti dannet af oppositionen i protest mod Indira Gandhis styre. I årene 1977-1980 var han Indiens udenrigsminister i Janata Party-regeringen. I 1980 forlod han Janata Party og deltog i stedet i dannelsen af Bharatiya Janata Party. I 1996 var han Indiens premierminister i 13 dage. I 1998 blev han atter Indiens premierminister. I 1999 blev han valgt som premierminister for tredje gang. I 2004 tabte BJP valget til Lok Sabha. Efter, at regeringskoalitionen National Democratic Alliance havde lidt nederlag ved valget forlod Vajpayee den 13. maj 2004, efter 6 år ved magten, positionen.
Vajpayee skrev flere poesisamlinger. Han var ugift og har en adopteret datter.